# F-Droid
F-Droid ist ein alternativer und freier App Store für das mobile Betriebssystem Android. Die Besonderheit von F-Droid besteht darin, dass im offiziellen und standardmäßig aktivierten Repository ausnahmslos Freie Software angeboten wird, üblicherweise nach GNU GPL oder Apache-Lizenz. Der Quellcode jeder App im F-Droid-Repositorium steht nicht nur dem Endnutzer zur Einsichtnahme und Modifikation zur Verfügung, sondern es wird auch garantiert, dass die heruntergeladene apk-Datei vom F-Droid-Server aus diesen Quellen generiert wurde. Entsprechend ist diese Datei auch von F-Droid signiert und nicht wie üblich vom ursprünglichen Entwickler. Dieses Konzept soll für Transparenz und Sicherheit sorgen.
Für die Nutzung von F-Droid ist keine Registrierung erforderlich, was im Gegensatz zu anderen App-Quellen wie dem Google-Play-Store ein anonymes Herunterladen von Apps ermöglicht. Andererseits gibt es aber auch keine Statistik über den Verbreitungsgrad einzelner Programme oder Absturz-Statistiken. Der F-Droid-Client ist ein Fork der von Roberto Jacinto geschaffenen App Aptoide. Das Projekt F-Droid wurde von Ciaran Gultnieks gegründet, dem Hauptentwickler des F-Droid Servers.
F-Droid ist auch in einigen Android-Custom-ROMs vorinstalliert, darunter CopperheadOS, Replicant, Fairphone Open, SHIFT-OS (Shiftphone) und LineageOS for microG und kann außerdem von nahezu allen Android-Smartphones wie auch von APK-/Android-Container-Systemen (z. B. WayDroid für Linux-Systeme oder App Support für Sailfish OS) verwendet werden.

## Funktionsweise

### Herunterladen von Apps
Es gibt zwei Möglichkeiten, Anwendungen aus dem F-Droid-Repositorium zu beziehen. Erstens lässt sich über die Website F-Droid.org jede App als apk-Datei herunterladen. Zweitens – und für den Nutzer komfortabler – kann man die offizielle F-Droid-App installieren, die dies im Hintergrund erledigt. Zudem gibt es eine Benachrichtigung, sobald eine neue Version einer bereits installierten App verfügbar ist.
Bei beiden Installationsvarianten können wahlweise auch ältere Versionen der App installiert werden, soweit diese zur Verfügung stehen.

### F-Droid Server
Das Gegenstück zur F-Droid-App ist die Python-basierte Server-Komponente, die ebenfalls als freie Software zur Verfügung steht. Mithilfe der Server-Software ist es jedem möglich, eigene Repositorien für Android-Apps wie das Guardian Project einzurichten und online zu stellen. Aus diesen kann man über die F-Droid-App eigene Apps auf seinem Android-System installieren. Somit kann das F-Droid-System als Pendant zur Paketverwaltung angesehen werden, die von anderen vornehmlich unixoiden Betriebssystemen bekannt ist.

### Aufnahme von neuen Apps in das offizielle Repositorium
Neben dem kostenlosen Bezug von freien Apps hat bei F-Droid auch jeder Nutzer die Möglichkeit, Apps für das Repositorium vorzuschlagen, sofern diese als freie Software (inklusive des Quelltextes mit entsprechender Lizenz) zur Verfügung stehen. Dabei werden Apps, die bestimmte Nachteile aufweisen, die z. B. Werbung enthalten oder den Endnutzer verfolgen („tracken“), entsprechend markiert. Weiterhin werden Sicherheitstest vorgenommen, bevor eine App zum Download zur Verfügung gestellt wird.

### Repositories von Dritt-Anbietern einbinden
Neben dem offiziellen F-Droid-Repository, nach dessen Regeln nur freie Software zugelassen ist, können vom Benutzer auch weitere unabhängige Repositories eingebunden werden, die Apps enthalten, die nicht den Kriterien für Freie Software entsprechen. Ein Beispiel dafür ist etwa die App der Tagesschau.

### F-Droid Privileged Extension
F-Droid Privileged Extension ist eine Erweiterung, mit der man Apps auf einem gerooteten Gerät ohne den Installationsdialog installieren kann. Sie kann über ein Magisk-Modul oder manuell über ein entsperrtes Recovery-System installiert werden.

## Rechtlicher Status und Finanzierung
F-Droid ist laut den eigenen Statuten eine „gemeinnützige technische, wissenschaftliche und kreative Gemeinschaftsarbeit, die dem Gemeinwohl dient“. Rechtlich wird F-Droid durch The Commons Conservancy vertreten, eine gemeinnützige Stiftung, die 2016 nach niederländischem Recht („Stichting“) gegründet wurde. Das zentrale Entscheidungsgremium von F-Droid ist der F-Droid-Vorstand, dessen Mitglieder meritokratisch vom bestehenden Vorstand für Amtsperioden von zwei Jahren gewählt werden. F-Droid arbeitet mit einem Null-Budget und gibt bloß interessierten Förderorganisationen Hinweise darauf, welche Aktivitäten im Sinne des Projekts wären. Im Februar 2025 erhielt F-Droid eine FOSS Sustainability Grant des Open Technology Funds.

## Auswahl verfügbarer Apps
Im F-Droid-Repositorum befinden sich 4.683 Apps (Stand: 25. April 2025). Einige davon sind:
- AdAway, ein Filter für Werbung, der aufgrund des Werbeblocker-Verbots nicht bei Google Play verfügbar ist
- AusweisApp für den elektronischen Personalausweis
- AntennaPod, ein Podcatcher
- Conversations, ein XMPP-Client
- DAVx⁵, zur CalDAV/CardDAV-Synchronisierung
- Delta Chat, ein IMAP- und SMTP-Client
- Element, ein Matrix-Client
- Fennec F-Droid, ein Webbrowser
- FBReader, ein E-Book-Reader
- Frozen Bubble, ein Casual Game
- K-9 Mail, ein E-Mail-Programm
- KeePassDX, sicherer Passwort-Safe und -Manager
- Kodi, ein Mediaplayer
- Kontalk, ein Instant-Messenger
- LibreOffice Viewer, Betrachtungsprogramm für Office-Dateien
- Mastodon, ein Mikroblogging-Dienst
- Minetest, ein Minecraft-Klon
- MuPDF, ein PDF-Betrachter
- NewPipe, ein YouTube- und SoundCloud-Client
- Open Camera, eine Kamera-App
- OpenKeychain, ein Programm für OpenPGP-Verschlüsselung
- Orbot, ein Client für das Tor-Netzwerk
- Organic Maps, Navigationsapp mit OpenStreetMap-Karten
- OsmAnd+, Navigationsapp mit OpenStreetMap-Karten
- ownCloud sowie Nextcloud, Apps zum Synchronisieren von Dateien, Kalender und Adressbuch mit dem eigenen Cloud-Server
- QuickDic, ein Offline-Übersetzungswörterbuch
- Seafile, App zum Synchronisieren von Dateien auf eigenem Cloud-Server
- Syncthing, App zur dezentralen Dateisynchronisierung
- Telegram, Chat-App zur verschlüsselten Kommunikation
- Threema Libre, Chat-App zur verschlüsselten Kommunikation
- Tuta (bis November 2023: Tutanota), ein Ende-zu-Ende verschlüsselnder E-Mail-Dienst
- VLC, ein Media-Player
- Wikipedia, die offizielle Android-App von Wikipedia
- ZAPP, eine App zum Ansehen der Online-Mediatheken verschiedener öffentlich-rechtlicher TV-Sender